# William E. Thornton
William Edgar Thornton (ur. 14 kwietnia 1929 w Faison w Karolinie Północnej, zm. 11 stycznia 2021 w Fair Oaks) – amerykański lekarz i astronauta.

## Życiorys
W 1963 uzyskał doktorat z medycyny na University of North Carolina, służył w lotnictwie, pracował jako internista w szpitalu w Lackland Air Force Base w San Antonio w Teksasie. Przeszedł szkolenie na chirurga lotniczego i na pilota; ma wylatane ponad 2500 godzin. 4 sierpnia 1967 został wybrany przez NASA kandydatem na astronautę, był szkolony w Reese Air Force Base w Teksasie. Podczas misji Skylab 2, Skylab 3 i Skylab 4 był w zapasowej załodze. W swojej pracy jako lekarza skupiał się wówczas na adaptacji kosmicznej i chorobie kosmicznej. Od 30 sierpnia do 5 września 1983 był specjalistą misji STS-8 trwającej 6 dni, godzinę i 8 minut; start nastąpił z Centrum Kosmicznego im. Johna F. Kennedy’ego na Florydzie, a lądowanie w Edwards Air Force Base w Kalifornii. Podczas tej misji prowadził badania w zakresie adaptacji ludzkiego ciała do nieważkości, szczególnie wpływu na układ nerwowy, oraz choroby kosmicznej. Od 29 kwietnia do 6 maja 1985 brał udział w misji STS-51-B trwającej 7 dni i 8 minut. Łączny czas jego misji wyniósł 13 dni, godzinę i 16 minut.
Opuścił NASA 31 maja 1994.
Stowarzyszenie Uczestników Lotów Kosmicznych (Association of Space Explorers) przyznało mu pośmiertnie Universal Astronaut Insignia za lot orbitalny (nr 127).